# Ligat ha'Al 2000-2001
La Ligat ha'Al 2000-2001 è stata la 60ª edizione della massima divisione del campionato israeliano di calcio.
Per questa stagione, l'IFA decise di sperimentare una nuova formula. Le squadre (ridotte a 12, rispetto alle 14 della stagione precedente), si sarebbero affrontate in una stagione regolare articolata su 33 giornate (andata, ritorno e terzo turno).
Al termine, le prime sei sarebbero state promosse ai play-off per stabilire il campione nazionale e le qualificate alle coppe europee, mentre le ultime sei sarebbero state inserite nei play-out per la retrocessione. Nei due gironi finali, le squadre avrebbero conservato gli stessi punti ottenuti fino a quel momento nella stagione regolare e si sarebbero affrontate in partite di sola andata.
In totale, ciascuna squadra avrebbe disputato 38 partite.
Iniziata il 12 agosto 2000, la stagione si concluse il 25 maggio 2001 con la vittoria del Maccabi Haifa (sesto titolo).
Capocannoniere del torneo fu Avi Nimni, del Maccabi Tel Aviv, con 25 goal.

## Squadre partecipanti
| Club                   | Città         |
| ---------------------- | ------------- |
| Ashdod                 | Ashdod        |
| Beitar Gerusalemme     | Gerusalemme   |
| Bnei Yehuda            | Tel Aviv      |
| Hapoel Haifa           | Haifa         |
| Hapoel Petah Tiqwa     | Petah Tiqwa   |
| Hapoel Tel Aviv        | Tel Aviv      |
| Hapoel Tzafririm Holon | Holon         |
| H. Rishon LeZion       | Rishon LeZion |
| Maccabi Haifa          | Haifa         |
| Maccabi Netanya        | Netanya       |
| Maccabi Petah Tiqwa    | Petah Tiqwa   |
| Maccabi Tel Aviv       | Tel Aviv      |

## Classifica finale della stagione regolare
| Pos. | Squadra                | Pt | G  | V  | N  | P  | GF | GS | DR  |
| ---- | ---------------------- | -- | -- | -- | -- | -- | -- | -- | --- |
| 1.   | Maccabi Haifa          | 76 | 33 | 22 | 10 | 1  | 61 | 22 | +39 |
| 2.   | Hapoel Tel Aviv        | 67 | 33 | 19 | 10 | 4  | 51 | 25 | +26 |
| 3.   | Beitar Gerusalemme     | 61 | 33 | 18 | 8  | 7  | 45 | 27 | +18 |
| 4.   | Hapoel Haifa           | 59 | 33 | 16 | 11 | 6  | 50 | 32 | +18 |
| 5.   | Maccabi Tel Aviv       | 55 | 33 | 15 | 10 | 8  | 57 | 32 | +25 |
| 6.   | Hapoel Petah Tiqwa     | 44 | 33 | 12 | 8  | 13 | 52 | 52 | 0   |
| 7.   | Maccabi Petah Tiqwa    | 38 | 33 | 10 | 8  | 15 | 35 | 40 | -5  |
| 8.   | Maccabi Netanya        | 38 | 33 | 10 | 8  | 15 | 46 | 52 | -6  |
| 9.   | H. Rishon LeZion       | 33 | 33 | 9  | 6  | 18 | 33 | 56 | -23 |
| 10.  | Ashdod                 | 31 | 33 | 8  | 7  | 18 | 36 | 49 | -13 |
| 11.  | Bnei Yehuda            | 27 | 33 | 6  | 9  | 18 | 34 | 58 | -24 |
| 12.  | Hapoel Tzafririm Holon | 15 | 33 | 4  | 3  | 26 | 22 | 77 | -55 |

Legenda:

      Ai play-off

      Ai play-out

## Play-off

### Risultati
|                    | BeG  | HaH  | HPT  | HTA  | MHa  | MTA  |
| ------------------ | ---- | ---- | ---- | ---- | ---- | ---- |
| Beitar Gerusalemme | ---- |      |      |      | 0-2  |      |
| Hapoel Haifa       | 1-0  | –––– | 3-1  | 2-0  |      |      |
| Hapoel Petah Tiqwa | 4-4  |      | –––– | 1-1  |      |      |
| Hapoel Tel Aviv    | 1-0  |      |      | –––– | 1-0  | 1-1  |
| Maccabi Haifa      |      | 1-3  | 4-0  |      | –––– | 0-2  |
| Maccabi Tel Aviv   | 7-0  | 4-0  | 2-0  |      |      | –––– |

### Classifica
|                     | Pos. | Squadra            | Pt | G  | V  | N  | P  | GF | GS | DR  |
| ------------------- | ---- | ------------------ | -- | -- | -- | -- | -- | -- | -- | --- |
| Campione di Israele | 1.   | Maccabi Haifa      | 82 | 38 | 24 | 10 | 4  | 68 | 28 | +40 |
|                     | 2.   | Hapoel Tel Aviv    | 75 | 38 | 21 | 12 | 5  | 55 | 29 | +26 |
|                     | 3.   | Hapoel Haifa       | 71 | 38 | 20 | 11 | 7  | 59 | 38 | +21 |
| [ 3 ]               | 4.   | Maccabi Tel Aviv   | 68 | 38 | 19 | 11 | 8  | 73 | 33 | +40 |
|                     | 5.   | Beitar Gerusalemme | 62 | 38 | 18 | 9  | 11 | 49 | 42 | +7  |
|                     | 6.   | Hapoel Petah Tiqwa | 46 | 38 | 12 | 10 | 16 | 58 | 66 | -8  |

## Play-out

### Risultati
|                         | Ash  | BnY  | HRL  | HTH  | MNe  | MPT  |
| ----------------------- | ---- | ---- | ---- | ---- | ---- | ---- |
| Ashdod                  | –––– | 3-1  | 0-0  | 1-0  | 3-5  |      |
| Bnei Yehuda             |      | –––– |      | 1-0  | 0-1  | 1-2  |
| Hapoel I. Rishon LeZion |      | 0-1  | –––– | 2-0  | 4-4  | 2-0  |
| Hapoel Tzafririm Holon  |      |      |      | –––– | -    | 2-3  |
| Maccabi Netanya         |      |      |      | 1-1  | –––– | 6-1  |
| Maccabi Petah Tiqwa     | 2-1  |      |      |      |      | –––– |

### Classifica
|  | Pos. | Squadra                | Pt | G  | V  | N  | P  | GF | GS | DR  |
|  | ---- | ---------------------- | -- | -- | -- | -- | -- | -- | -- | --- |
|  | 7.   | Maccabi Netanya        | 49 | 38 | 13 | 10 | 16 | 44 | 50 | -6  |
|  | 8.   | Maccabi Petah Tiqwa    | 47 | 38 | 13 | 8  | 17 | 43 | 52 | -9  |
|  | 9.   | H. Rishon LeZion       | 41 | 38 | 11 | 8  | 19 | 41 | 61 | -20 |
|  | 10.  | Ashdod                 | 38 | 38 | 10 | 8  | 20 | 44 | 57 | -13 |
|  | 11.  | Bnei Yehuda            | 33 | 38 | 8  | 9  | 21 | 44 | 57 | -26 |
|  | 12.  | Hapoel Tzafririm Holon | 16 | 38 | 4  | 4  | 30 | 25 | 85 | -60 |

## Verdetti
- Maccabi Haifa campione di Israele 2000-2001, qualificato al secondo turno preliminare della Champions League 2001-2002
- Hapoel Tel Aviv e Maccabi Tel Aviv qualificati al turno preliminare della Coppa UEFA 2001-2002
- Hapoel Haifa qualificato al primo turno della Coppa Intertoto 2001
- Bnei Yehuda e Hapoel Tzafririm Holon retrocessi in Liga Leumit 2001-2002
- Maccabi Kiryat Gat e Hapoel Be'er Sheva promossi in Ligat ha'Al 2001-2002

## Classifica marcatori
| Calciatore                | Squadra            | Gol |
| ------------------------- | ------------------ | --- |
| Avi Nimni                 | Maccabi Tel Aviv   | 25  |
| Motti Kakoun              | Hapoel Petah Tiqwa | 19  |
| Viorel Tănase             | Maccabi Netanya    | 14  |
| Itzik Zohar               | Maccabi Netanya    | 14  |
| Yossi Benayoun            | Maccabi Haifa      | 13  |
| Rafi Cohen                | Maccabi Haifa      | 13  |
| Amir Turgeman             | Hapoel Haifa       | 13  |
| Alon Mizrahi              | Beitar Gerusalemme | 12  |
| K'liment'i Ts'it'aishvili | H. Rishon LeZion   | 12  |